# Grondopera

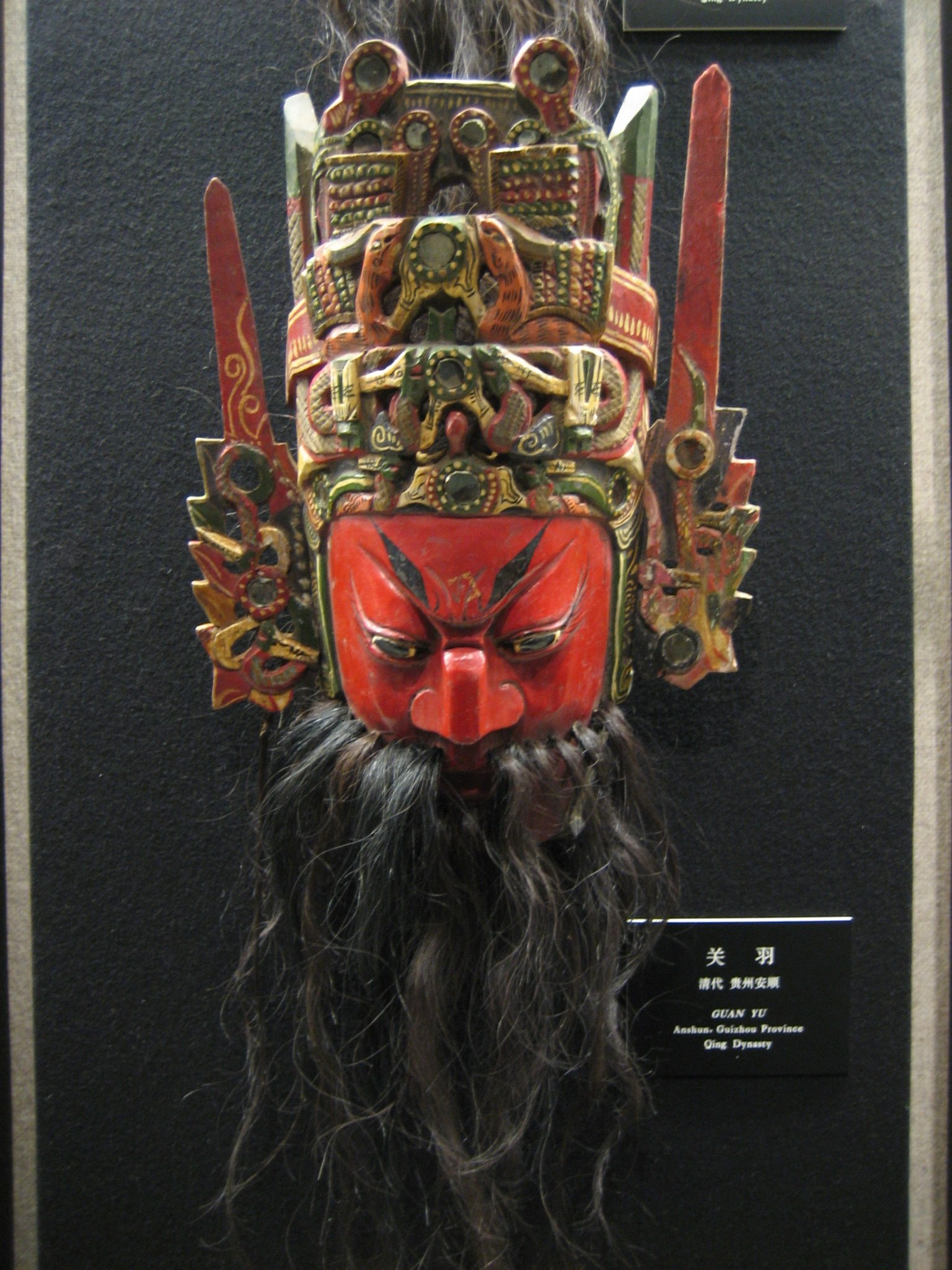
Grondoperamasker van Guandi uit de Qing-dynastie

Grondopera is een Chinese operavorm in Anshun, Guizhou, Volksrepubliek China. Het wordt door de lokale bevolking meestal Springende Goden (跳神) genoemd. De opera wordt gespeeld wanneer mensen gaan offeren aan de goden. Het doet denken aan de ceremonies die vroeger bij een totem gebeurde. Deze operavorm lijkt op de Kraamopera van Yunnan. Het is ontstaan in de 14e eeuw tijdens de Ming-dynastie. De Grondopera gebruikt maskers die als heilig worden beschouwd. Veel van de operaverhalen gaan over de Drie Koninkrijken (China).